# Конират (рудник)
Конират (рудник) — гірничорудне підприємство в Карагандинській області Казахстану, створене для розробки однойменного мідного родовища.
Родовище Конират (Коунрад), видобуток на якому стартував у 1934 році, стало першим джерелом сировини для Балхаської збагачувальної фабрики Балхаського гірничо-металургійного комбінату.
Окрім мідно-порфірових руд, на Конираті виявили молібденову ділянку, яка наразі вже відпрацьована.
Видобуток вели відкритим способом, при цьому станом на другу половину 2000-х запаси в контурах наявного кар'єру були вилучені. За 9 місяців 2008-го звідси ще отримали 829 тисяч тонн руди, після чого видобуток зупинився, натомість узялися за масштабну реконструкцію кар'єру з розкривними роботами на його верхніх уступах.
За кілька років видобуток відновили, проте на тлі падіння цін на мідь гірничі роботи знову припинялись у 2016-му та 2020-му роках. Станом на другий із названих років кар'єр досягнув глибини у 430 метрів, при цьому на його дні накопичилось 2,5 млн м3 води (що, втім, означало появу водойми глибиною до 20 метрів).
У 2021-му роботи відновили і станом на кінець жовтня змогли відправити на збагачувальну фабрику 1,5 млн тонн руди. Того ж року подали на затвердження проєкт розробки родовища із завершенням у 2044 році. Відповідно до нього рудник матиме річну потужність 6,2 млн тонн, всього планується вилучити 127 млн тонн руди із середнім вмістом 0,33 %, а глибина кар'єру має сягнути 510 метрів.
З 1998 року правами на розробку Конират володіє корпорація «Казахмис».